# James Florence Burke
James Florence Burke (Boork o De Burgh, idioma irlandés: Séamas De Búrca) fue un espía irlandés de importante actuación en España y el Virreinato del Río de la Plata en la primera década del siglo XIX.

## Biografía

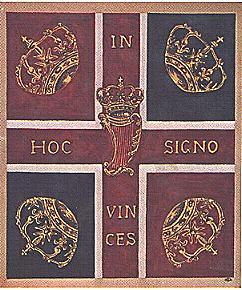
Bandera del regimiento Dillon.

James Florence Burke nació alrededor del año 1771 probablemente en Irlanda o teniendo cuando menos ascendencia irlandesa.
Siguió el oficio de las armas y actuó como mercenario en el Regimiento francés Dillon, compuesto por irlandeses, hasta que el Dillon fue incorporado al ejército regular francés como Regimiento 87 de infantería de línea en 1791. Hizo su servicio en las Antillas bajo el mando del general Lavaux hasta que este fue vencido en Haití en 1793 por el entonces coronel John Whitelocke, tras lo que Burke pasó al servicio de Gran Bretaña.

### Primera misión en el Río de la Plata
Con el grado de capitán, James Florence Burke recibió el mandato de Federico Augusto de Hannover, Duque de York y comandante en jefe británico, de trasladarse encubierto al Virreinato del Río de la Plata e informarse sobre las opiniones de la población y establecer contactos ante una posible futura intervención británica en esa parte de Hispanoamérica. Esos contactos debían privilegiar no sólo a aquellos ligados al comercio clandestino o contrabando con Gran Bretaña sino principalmente a los criollos del partido de la independencia.

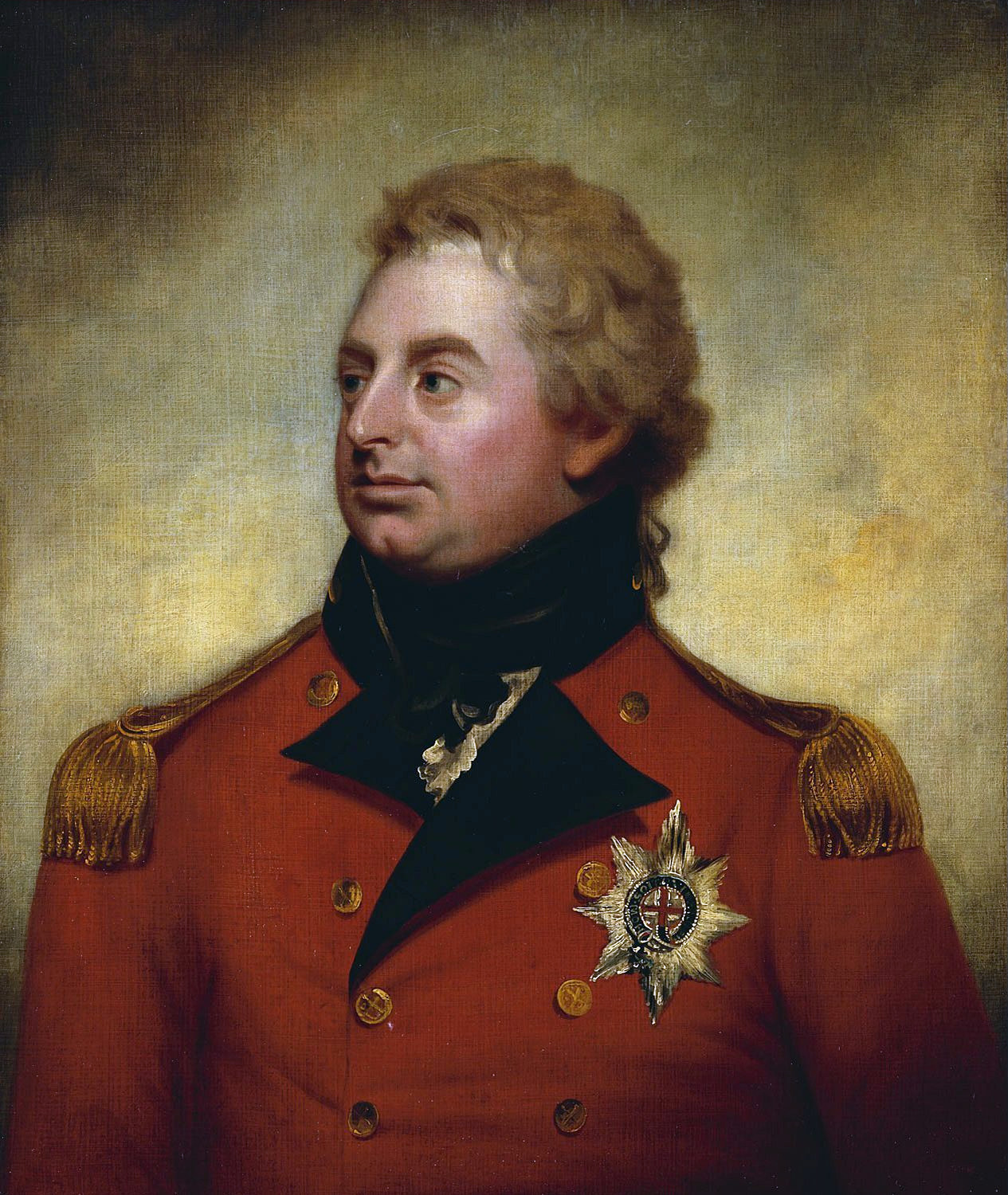
Federico Augusto de Hannover.

Estos revolucionarios, entre los que destacaban los hermanos Nicolás y Saturnino Rodríguez Peña, Hipólito Vieytes, Juan José Castelli y Manuel Belgrano, habían sido contactados por el emisario Mariano Castilla y Ramos que hacia 1803 habría trasmitido el interés de independizar a América del Sur a lord William Grenville y al almirante Sir Sidney Smith, quienes junto al chileno Eugenio Cortés y Azúa sometieron a su vez esa propuesta a lord Castlereagh y a William Pitt, lo que dio impulso a la misión de Burke.
Haciéndose pasar por militar prusiano, llegó a Buenos Aires a mediados de 1804 junto al comerciante irlandés Tomás O'Gorman, esposo de Ana Perichón de Vandeuil, a quien convertiría en su amante, y el sobrino de aquel, Edmund Lawton O'Gorman. Aunque no hay evidencia directa de que el mismo O'Gorman actuara como agente inglés, indudablemente proveyó a Burke de información acerca de las condiciones en el Río de la Plata y, más importante aún, fácil acceso a la sociedad porteña, especialmente entre aquellos más dispuestos a la independencia.

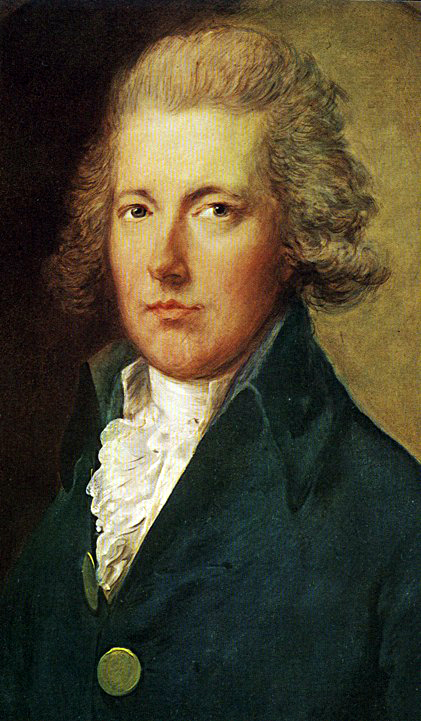
William Pitt.

Se alojó en la Posada de los Tres Reyes, en la calle del Santo Cristo, actual 25 de Mayo, en las inmediaciones del Fuerte de Buenos Aires. 
Burke, apoyándose en el círculo de los O'Gorman, principalmente William Porter White (Guillermo Pío White) y los hermanos Liniers, especialmente Santiago de Liniers, cumplió rápidamente sus objetivos: "...funda centros de captación y espionaje en casa del comerciante norteamericano Guillermo Pío White, del irlandés Edmundo O'Gormann,... y en la Posada de los Tres Reyes, ..., en la que crea con el portugués Juan Silva Cordeiro una logia masónica. El núcleo más importante es la casa de O'Gorman en la calle de la Merced, cuya bella esposa Ana Perichón de Vandeuil, subvencionada por Burke, resultó un excelente cebo para conseguir informaciones y manejar voluntades."
De ese núcleo participan también los iniciados en la logia Manuel Arroyo Pinedo (empleado de la Aduana) y Gregorio Gómez (de la Renta de Tabacos) y los jóvenes Juan José Castelli y Miguel de Azcuénaga (de la Sociedad Patriótica y Literaria fundada por Francisco Cabello y Mesa).

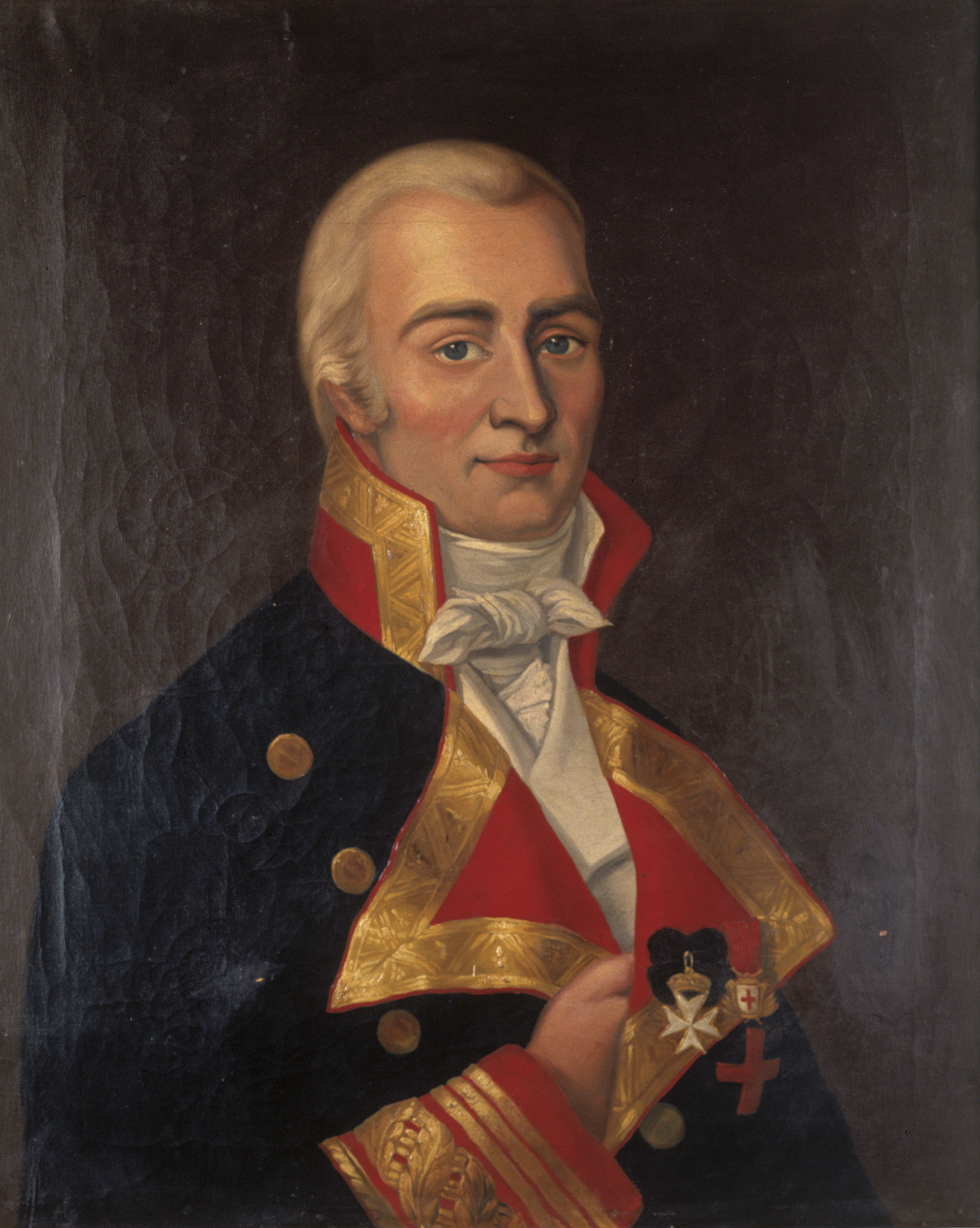
Retrato de Santiago de Liniers

Su trabajo con los independentistas dio rápidos frutos. En 1804 White, en combinación con el conde Santiago Luis de Liniers, probablemente su hermano Santiago de Liniers y O'Gorman elaboraron un plan, que el conde hizo presentar al gobierno inglés encabezado por William Pitt (el Joven) a través de los comerciantes de Londres White y Murphy, por el cual con el apoyo de fuerzas británicas se declararía la independencia, pero el proyecto no prosperó.
Burke agregó en su misión diversas personalidades a la de oficial prusiano, fraguadas para objetivos específicos: edecán del duque de York u hombre de ciencia, cuyo papel le permitió cultivar la amistad del naturalista austríaco Tadeo Haenke, quien recorría el Virreinato y colaboraría con el Telégrafo Mercantil y en el Semanario de Agricultura, Industria y Comercio.
Tras la muerte del virrey Joaquín del Pino estaba a cargo del gobierno, todavía de manera interina, el marqués Rafael de Sobremonte y Burke consiguió llegar a tratarlo sin perder contacto con los partidarios de la independencia, lo que le permitió obtener libre paso para recorrer Chile y el Alto Perú.
En el curso de su viaje remitió informes cifrados de interés estratégico desde diversos puntos, los que de haber sido interceptadas explicarían su apresamiento en el Alto Perú y su remisión al Río de la Plata.
Entre los meses de mayo y junio de 1805, mientras un barco inglés merodeaba sigilosamente por las aguas del Río de la Plata efectuando mediciones de profundidad, Burke aguardaba preso en Buenos Aires ser expulsado del país. Finalmente, su amistad con Sobremonte le permitió abandonar el Río de la Plata antes de la Navidad de 1805.

### Retorno a Inglaterra y misión en España
De regreso a Inglaterra, James Florence Burke recibió el grado de mayor en el Regimiento N° 2 de infantería el 27 de agosto de 1807 sirviendo oficialmente en la península ibérica entre agosto de 1808 y enero de 1809, pero su actuación siguió en el ámbito del espionaje.
En España trató infructuosamente de atraer a la causa británica a Juan Martín de Pueyrredón, quien se encontraba en Europa como enviado del Cabildo de Buenos Aires a resultas de las fracasadas Invasiones inglesas. Burke entró en Madrid antes de la invasión francesa haciéndose pasar por hombre de fortuna. Compró un carruaje con el que asistía a todo lugar que visitara la reina consorte de España María Luisa de Parma, quien finalmente "envió a uno de sus caballerizos que había sido su amante para averiguar quién era". Burke obtuvo acceso al trato con la reina pero tras comprender que todo le era sugerido por su principal amante, el primer ministro de Carlos IV de España, Manuel Godoy, el príncipe de la paz, trató de llegar hasta él, lo que consiguió tras seducir a una de sus amantes.

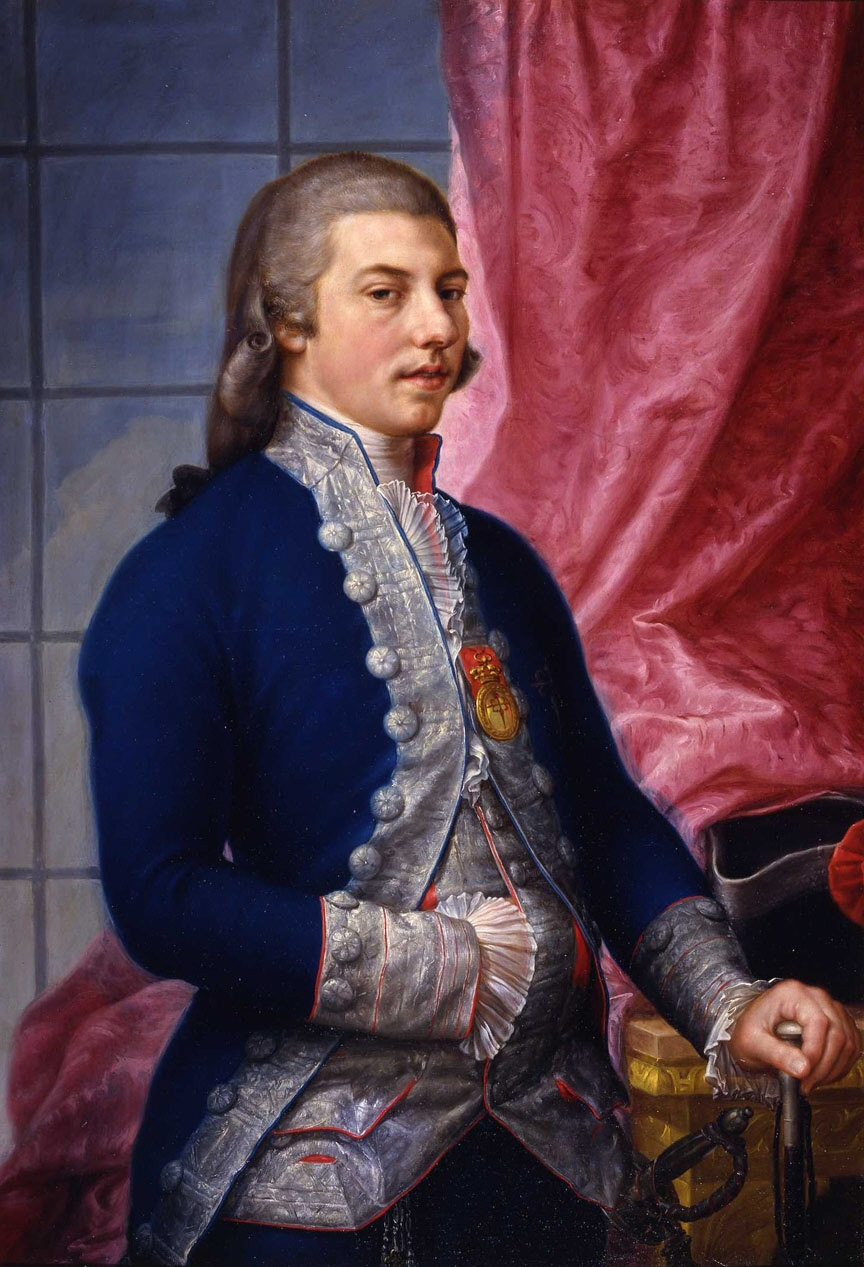
Manuel Godoy.

Cuando logró estar a solas con Godoy, Burke llevaba una falsa caja de rapé que ofreció al ministro. En la caja había una nota del embajador francés Beauharnais dirigida al príncipe, lo que lo alteró. Cuando Godoy exclamó "¿Pero quién es usted realmente?" Burke extrajo de la empuñadura de su cuchillo su pasaporte del Almirantazgo que lo identificaba como agente inglés.
Burke permaneció en la corte como hombre de consulta de Godoy. Antes de abandonar Madrid llegaron tres enviados de Liniers. Uno de ellos, "un ignorante muchacho francés a quien había conocido antes, me pidió escribiera en su nombre una carta a Napoleón pues era portador de despachos muy secretos de Liniers para él". Este era Juan Bautista Perichón, hijo de su antigua amante Ana Perichón y edecán de Liniers (según los rumores de la época amante también de Ana)

### Misión en Brasil y segunda misión en el Río de la Plata
No obstante los registros oficiales del regimiento, para octubre de 1808 James Florence Burke retornó a América del Sur. En Río de Janeiro, el almirante Sidney Smith lo retuvo para mandarlo a Buenos Aires en el momento oportuno, dado que en Buenos Aires la tensión entre Liniers y el Cabildo manejado por Martín de Álzaga hacía inconveniente el traslado.
Burke llevaba cartas de la reina madre a la Infanta Carlota Joaquina de Borbón, esposa del rey Juan V de Portugal, y aprovechando la oportunidad se convirtió en su confidente y amante. Esa posición lo convirtió en aliado del almirante Sidney Smith, de similar relación con la infanta, y en enemigo acérrimo de lord Strangford, quien se oponía a las intrigas de la princesa en el Río de la Plata. Burke se contactó también con Saturnino Rodríguez Peña y el médico Diego Paroissien, exiliados tras el fracaso de las Invasiones Inglesas.
La noticia de la frustrada Asonada de Álzaga del 1.º de enero de 1809 decidió su salida hacia Buenos Aires, portando instrucciones de lord Castlereagh y una carta de Smith para Liniers, donde le sugería resolver su disputa con Montevideo, donde desde septiembre de 1808 el gobernador Francisco Javier de Elío desconocía su autoridad.
Liniers recordaba el rumor del ya viejo asunto Burke-Ana Perichón y las intrigas del enviado británico, como éste tenía la certeza de la gestión que el propio Liniers había tramado para seducir las ambiciones de Napoleón Bonaparte.
Apenas arribado Burke, Liniers lo rechazó con dureza delante de sus edecanes, incluyendo al mutuamente conocido Juan Bautista Perichón y otros funcionarios del Fuerte, negándose a aceptarlo como emisario del gobierno británico. 
Burke, acompañado de sus amigos porteños del partido de la independencia, volvió a embarcarse en el bergantín HMS Kiluik desde donde "dirigió a Liniers una reclamación insolente y atrevida", según relató en marzo de 1810 Manuel Villota al nuevo virrey Baltasar Hidalgo de Cisneros.
Tras el hecho Liniers remitió al almirante Smith una dura carta repudiando la personalidad del enviado, a quien retrató como un embustero que se hacía pasar como perteneciente a la Orden de Malta o como oficial al servicio del rey de Prusia.

### Últimos años
Jams Florence Burke regresó a Gran Bretaña. En los registros del Regimiento N° 2 en cuya nómina continuaba consta que participó en la Expedición Walcheren, realizada entre el 30 de julio y el 10 de diciembre de 1809 en Flandes.
No obstante, antes de que finalizara la infructuosa operación, Burke se encontraba en Londres. En noviembre de 1809 desde el hotel de Flandongs, en la calle Oxford, escribió un oficio a lord Liverpool, Robert Jenkinson, donde repasaba sus servicios para la corona con el evidente interés de ser recompensado.
En 1811 utilizó el nombre de Burgh. Entre diciembre de 1811 y mayo de 1812 sirvió nuevamente en la guerra peninsular. El 4 de junio de 1813 fue ascendido a teniente coronel y el 12 de julio de 1817 a coronel.
Vendió su grado militar en 1826.